# Karol Iwanicki (1915–2007)
Karol Bogdan Iwanicki (ur. 30 czerwca?/13 lipca 1915 w Kijowie, zm. 4 września 1992 w Vancouver) – polski ekonomista, porucznik PSP-RAF.

## Życiorys
Był synem Karola Iwanickiego, architekta. W 1933 roku ukończył Państwowe Gimnazjum im. Stefana Batorego w Warszawie. Studiował w Szkole Głównej Handlowej (dyplom 1938), w latach 1936–1938 pracował w ambasadzie RP w Buenos Aires. Walczył we wrześniu 1939 roku, w 1941 roku przedostał się grupą kurierską na Węgry, a potem na Bliski Wschód. Walczył pod Tobrukiem jako żołnierz Brygady Strzelców Karpackich. Jesienią 1942 roku wyjechał na szkolenie nawigatorów do Anglii i Kanady; od sierpnia 1944 roku walczył w Dywizjonie Bombowym 300; od 1945 roku w komandach transportowych w Norwegii, Birmie, Indiach. 
Od 1946 roku mieszkał w Argentynie, a od 1953 roku w Kanadzie, gdzie pracował jako szef administracji budowy elektrowni w prowincji Ontario, później w zarządzie w Toronto.
W szkole używał nazwiska Iwanicki, potem zmienił na Bogdan.

## Ordery i odznaczenia
- Krzyż Walecznych (trzykrotnie)[2]
- Virtuti Militari[2]